# Liste der Monuments historiques in Cuguen
Die Liste der Monuments historiques in Cuguen führt die Monuments historiques in der französischen Gemeinde Cuguen auf.

## Liste der Bauwerke
| Bezeichnung                      | Beschreibung | Standort | Kennzeichnung | Schutzstatus | Datum | Bild           |
| -------------------------------- | ------------ | -------- | ------------- | ------------ | ----- | -------------- |
| Menhir Pierre Longue             |              | (Lage)   | PA00090539    | Classé       | 1889  | weitere Bilder |
| Château de la Roche-Montbourcher | Schloss      | (Lage)   | PA00135274    | Inscrit      | 1995  |                |